# 小田部
小田部 (こたべ)は、福岡市早良区の地名。現行の行政地名は、小田部一丁目から小田部七丁目までである（住居表示実施済）。面積は92.86ヘクタール。2023年2月末現在の人口は9,488人。郵便番号は814-0032。

## 地理
福岡平野の西部を流れる室見川の右岸に位置し、北の室見新橋を頂点に西は室見川、東は金屑川沿いに下り矢じり状に囲まれている北緯33度34分14.4秒 東経130度20分2.6秒。北で南庄と、東で金屑川を介して原と、南で室住団地及び有田と、西で室見川を介して福重及び福重団地と隣接する。

### 河川
町域に流れる河川は次の通り。すべて室見川水系の二級河川である。
- 室見川
- 金屑川

河川の写真
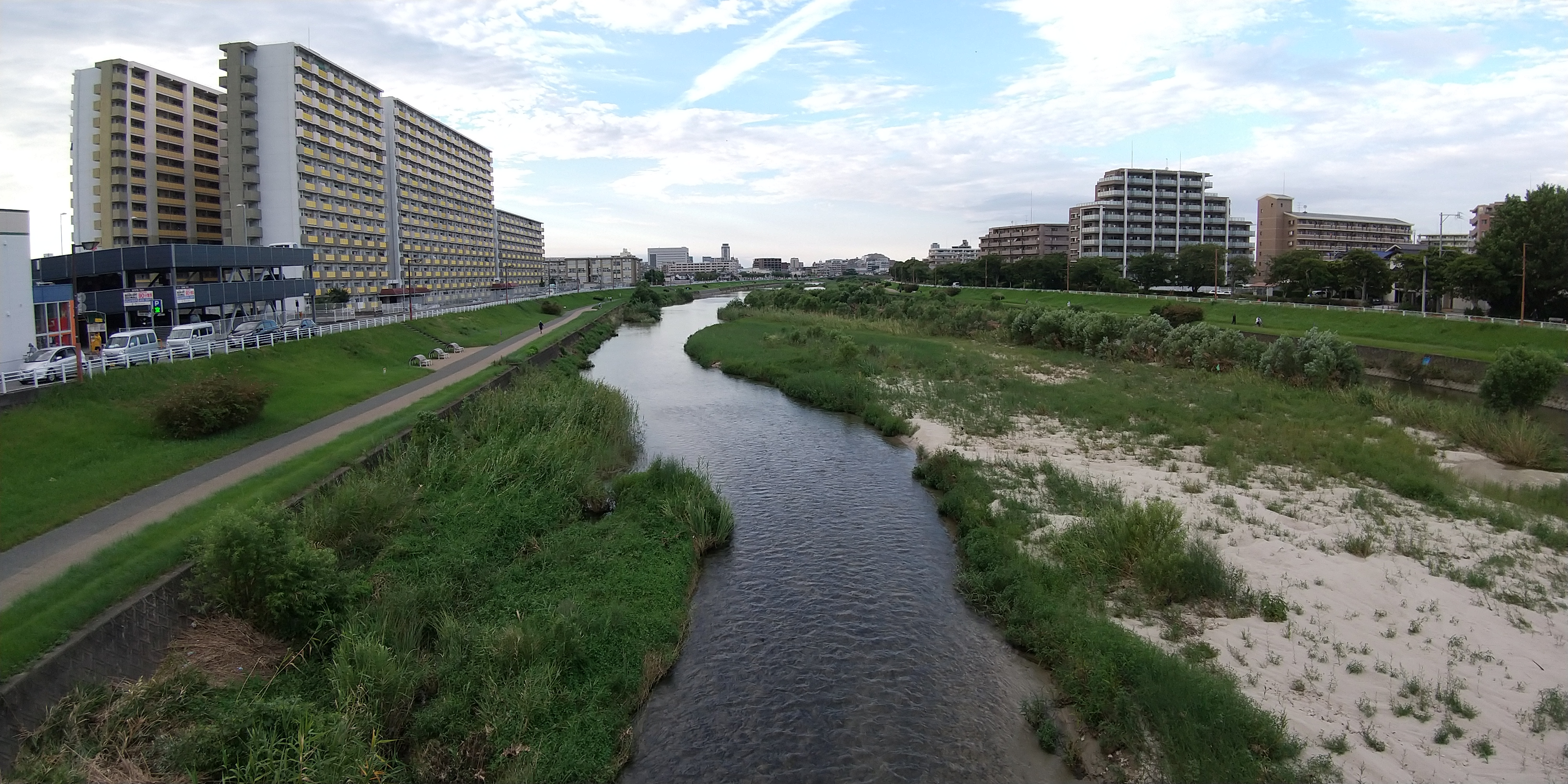
室見川（小田部大橋の下流側、左：西区福重及び福重団地、右：早良区小田部）
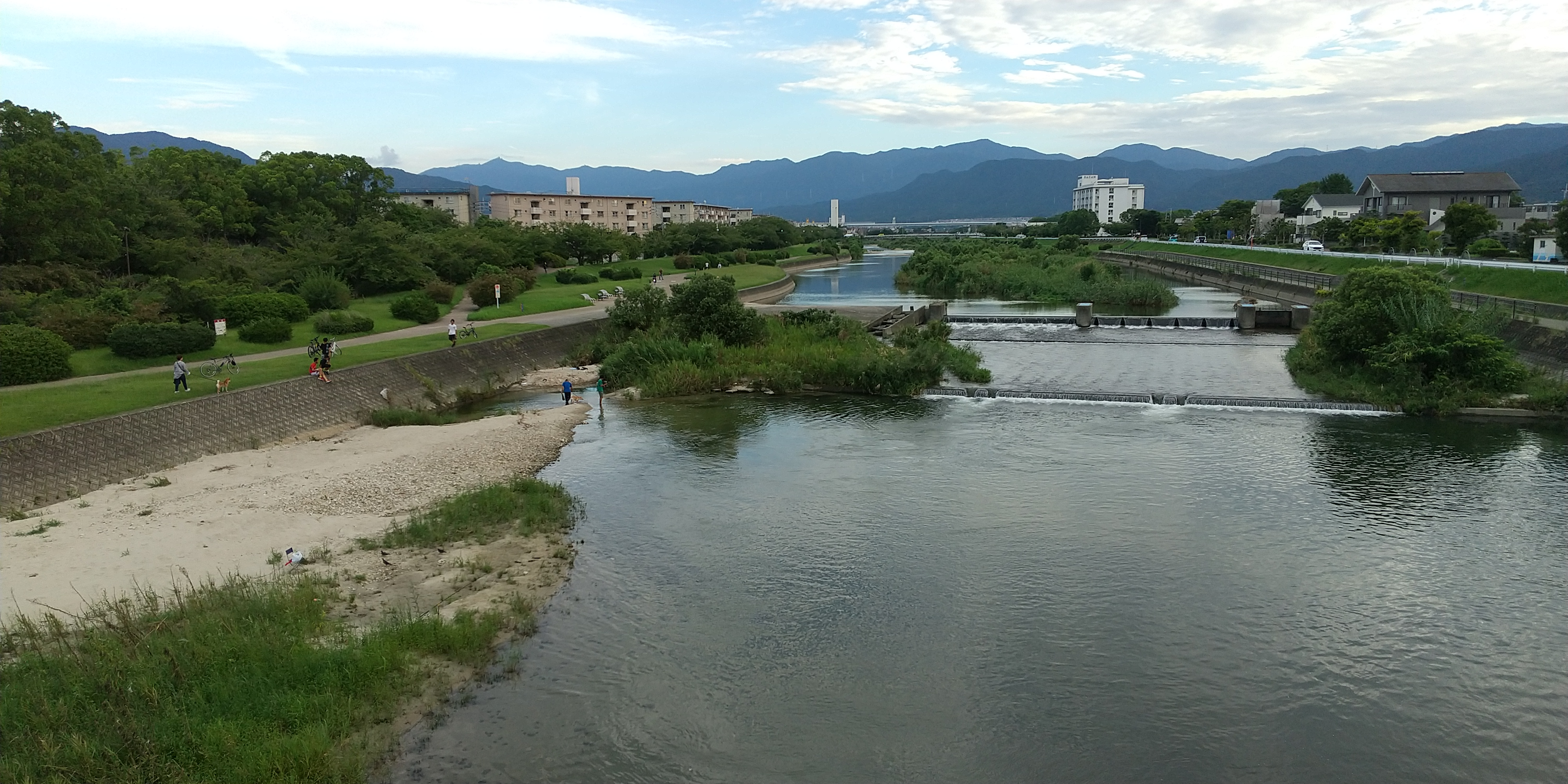
室見川（福重橋の上流側、左：早良区小田部及び室住団地、右：西区福重及び橋本）
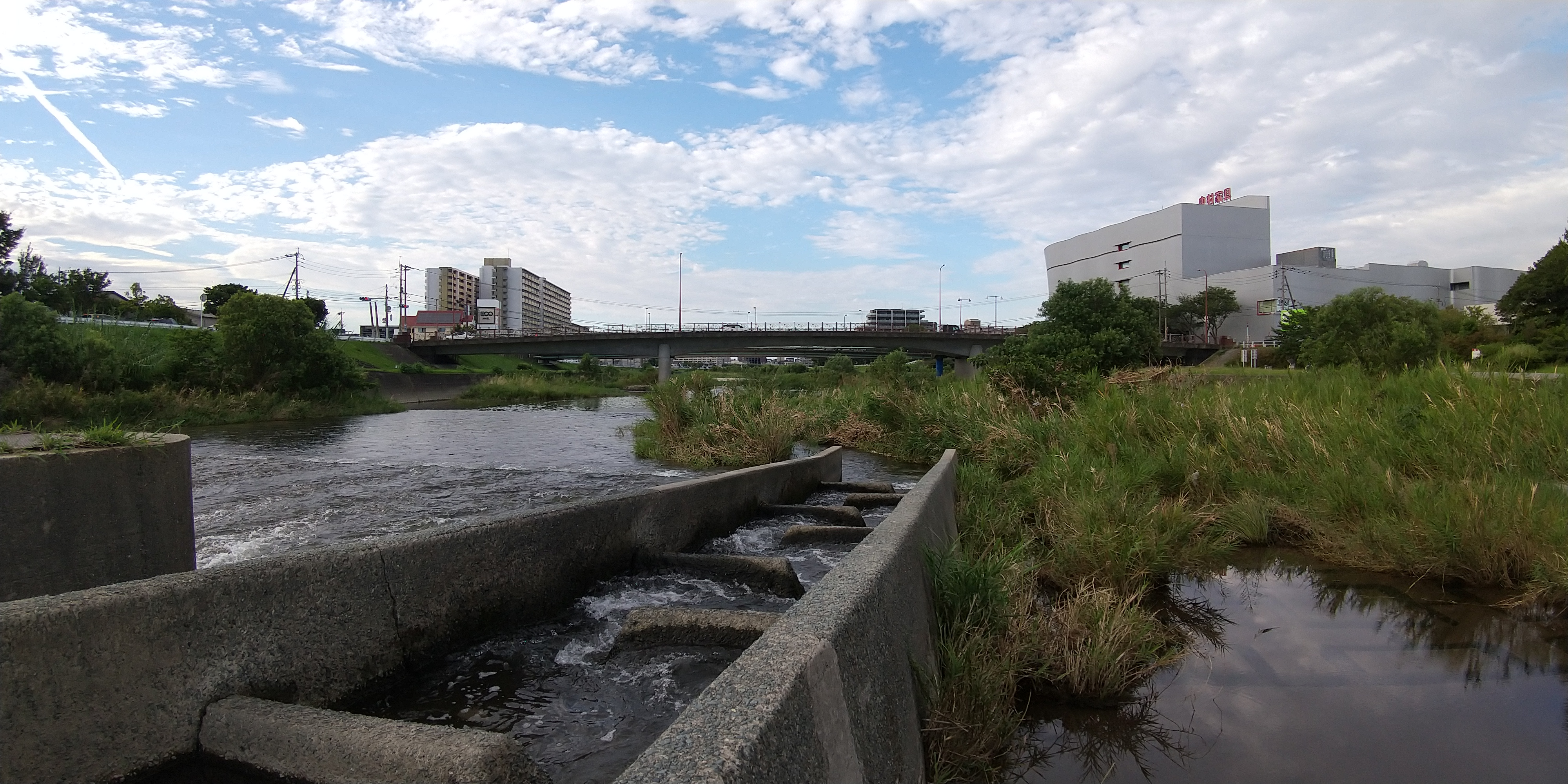
室見川（浜井手堰の下流側、左：西区福重及び福重団地、右：早良区小田部）
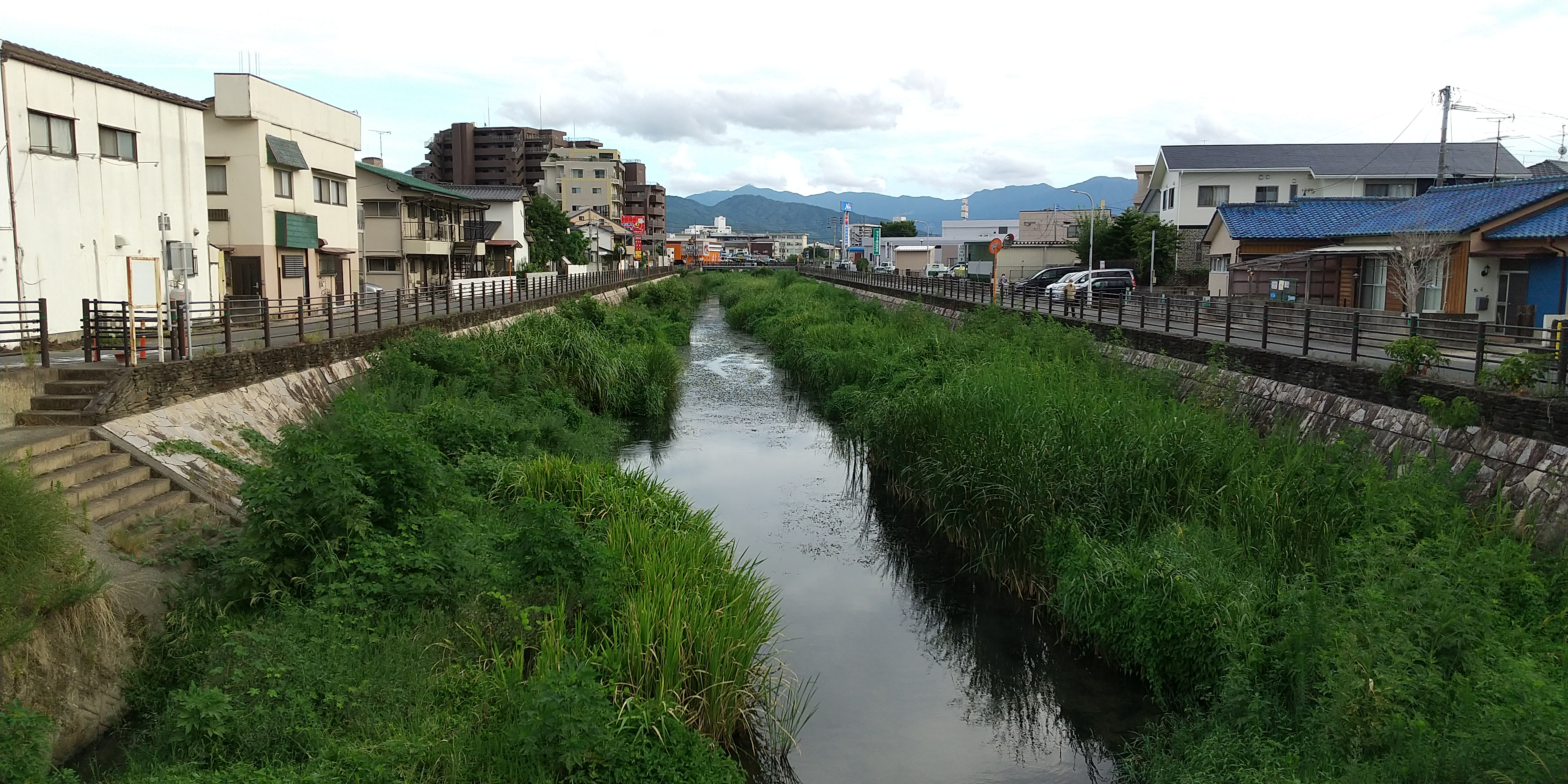
金屑川（大原橋の上流側、左：原、右：小田部）

## 語源
地名の由来は景行天皇の時ここに田部が置かれたことによると伝えられる。(早良郡誌) 

## 歴史
先土器時代～中世の集落遺跡である有田遺跡群が町内に２カ所あり、埋蔵文化財包蔵地として周知されている。

1591年 朝鮮出兵 のため 豊臣秀吉が名護屋へ向かう時に通った大閣道が通じ、松浦殿墓・筑前殿墓・室見神社址などがあった。

### 町名の変化
南北朝期：こたへかのう、江戸期：小田部村、近代：小田部

## 産業
小田部大根の産地であり、福岡産の大根である博多四十日・砂糖大根・丸春若大根・雪の下大根と共に有名である。
かつては室見川へトラックごと降り、川辺で収穫した大根を洗っていた。

## 人口
小田部一丁目から小田部七丁目までの人口の推移を福岡市の住民基本台帳（公称町別）に基づき示す（単位：人）。集計時点は各年9月末現在である。
- 2001年（平成13年）：8,482
- 2002年（平成14年）：8,463
- 2003年（平成15年）：8,547
- 2004年（平成16年）：8,689
- 2005年（平成17年）：8,720
- 2006年（平成18年）：8,811
- 2007年（平成19年）：8,865
- 2008年（平成20年）：8,750
- 2009年（平成21年）：8,721
- 2010年（平成22年）：8,722
- 2011年（平成23年）：8,885
- 2012年（平成24年）：8,966
- 2013年（平成25年）：8,995
- 2014年（平成26年）：9,123
- 2015年（平成27年）：9,254
- 2016年（平成28年）：9,427
- 2017年（平成29年）：9,454
- 2018年（平成30年）：9,474
- 2019年（令和元年）：9,398
- 2020年（令和2年）：9,397
- 2021年（令和3年）：9,415
- 2022年（令和4年）：9,390

## 施設

### 公共・公益施設
- 福岡市小田部公民館[注釈 2]
- 小田部中央公園[注釈 3]
- 小田部南公園[注釈 4]
- 小田部西公園[注釈 5]
- 室見川緑地（小田部、室見新橋の南側）[注釈 6]
- 室見河畔公園（「緑の広場」[注釈 7]、「野生の広場」[注釈 8]）[注釈 9]

主な公共・公益施設の写真
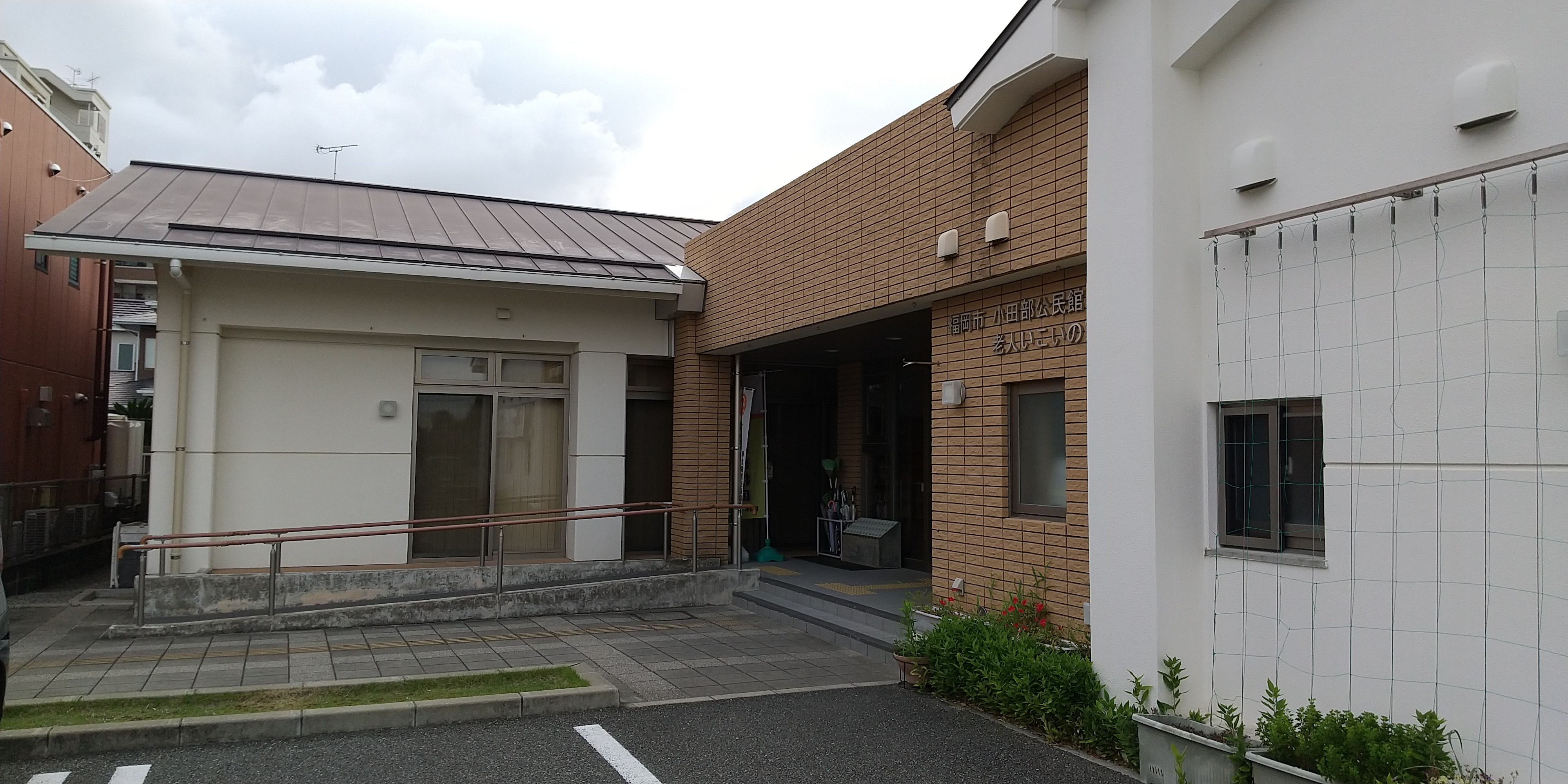
福岡市小田部公民館
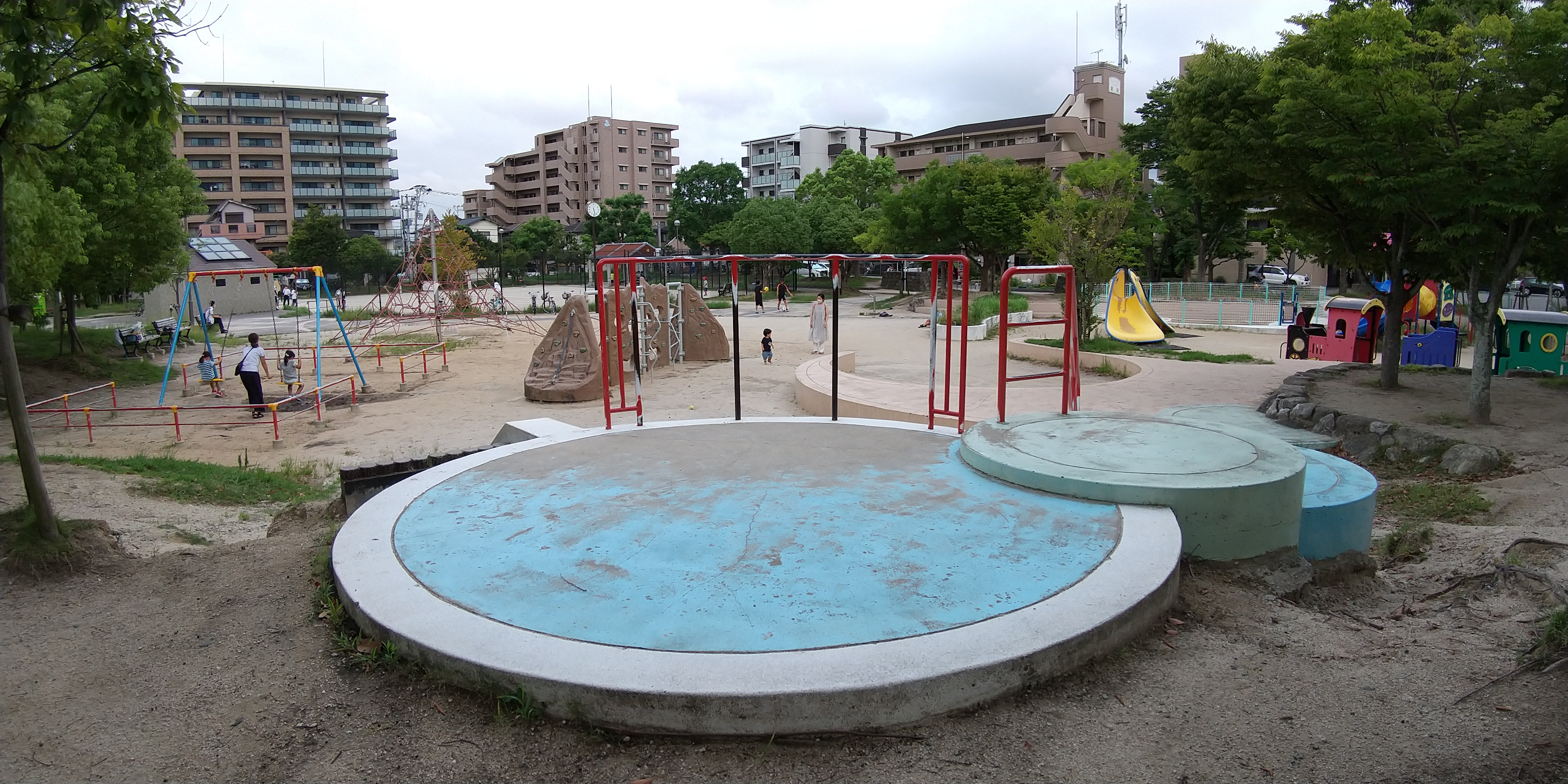
小田部中央公園
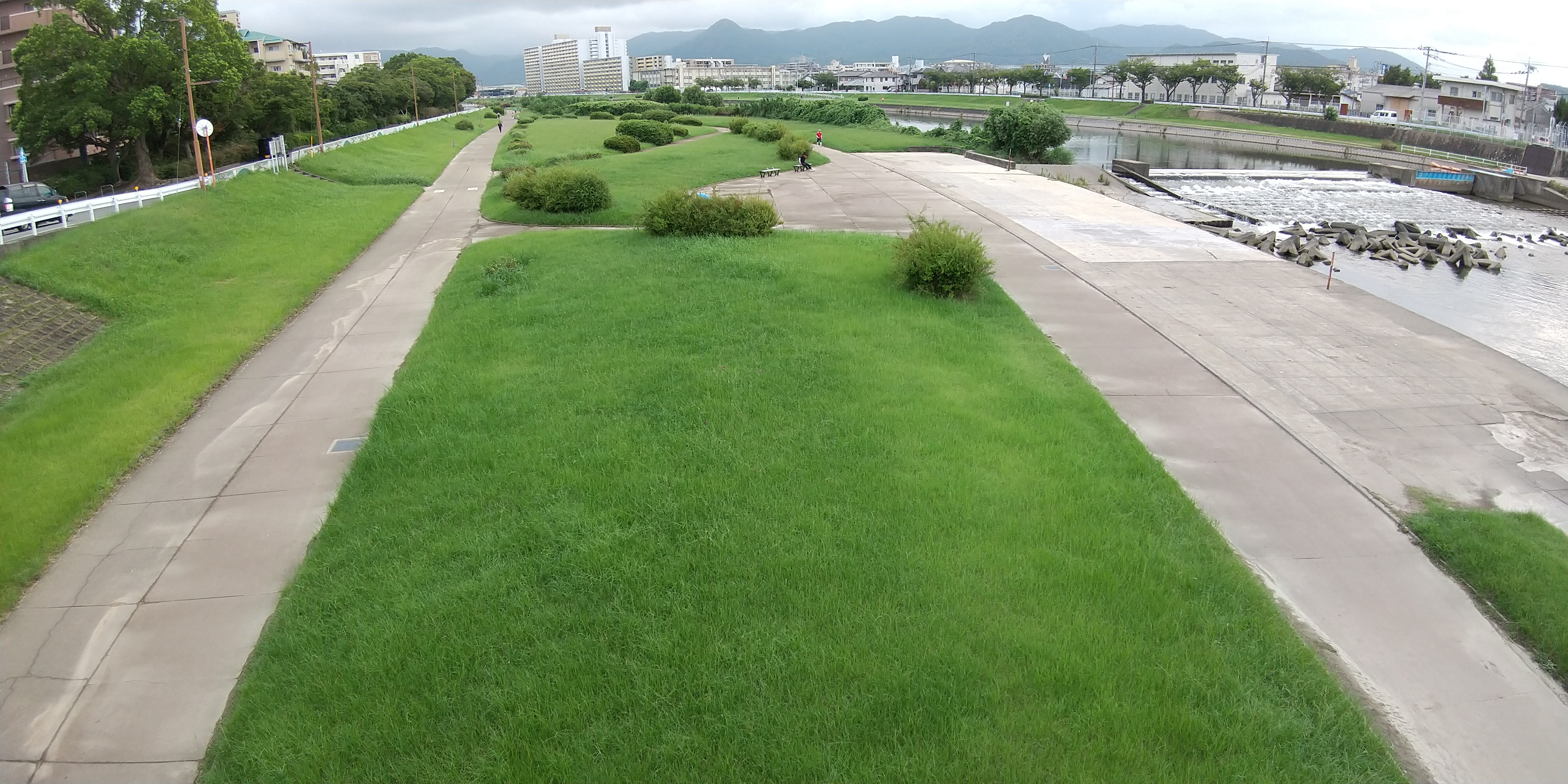
室見川緑地（小田部、室見新橋の南側）
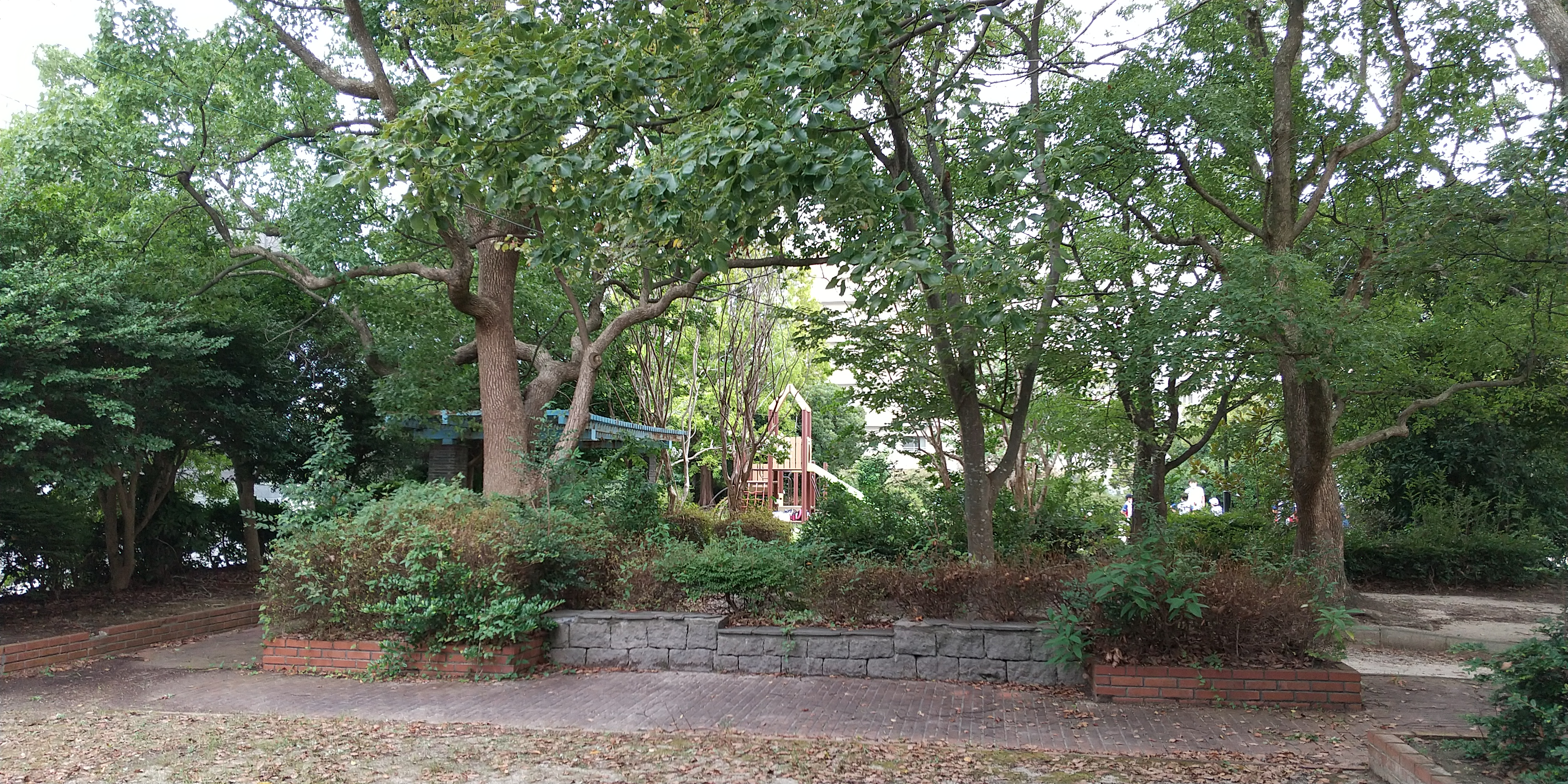
室見河畔公園「緑の広場」
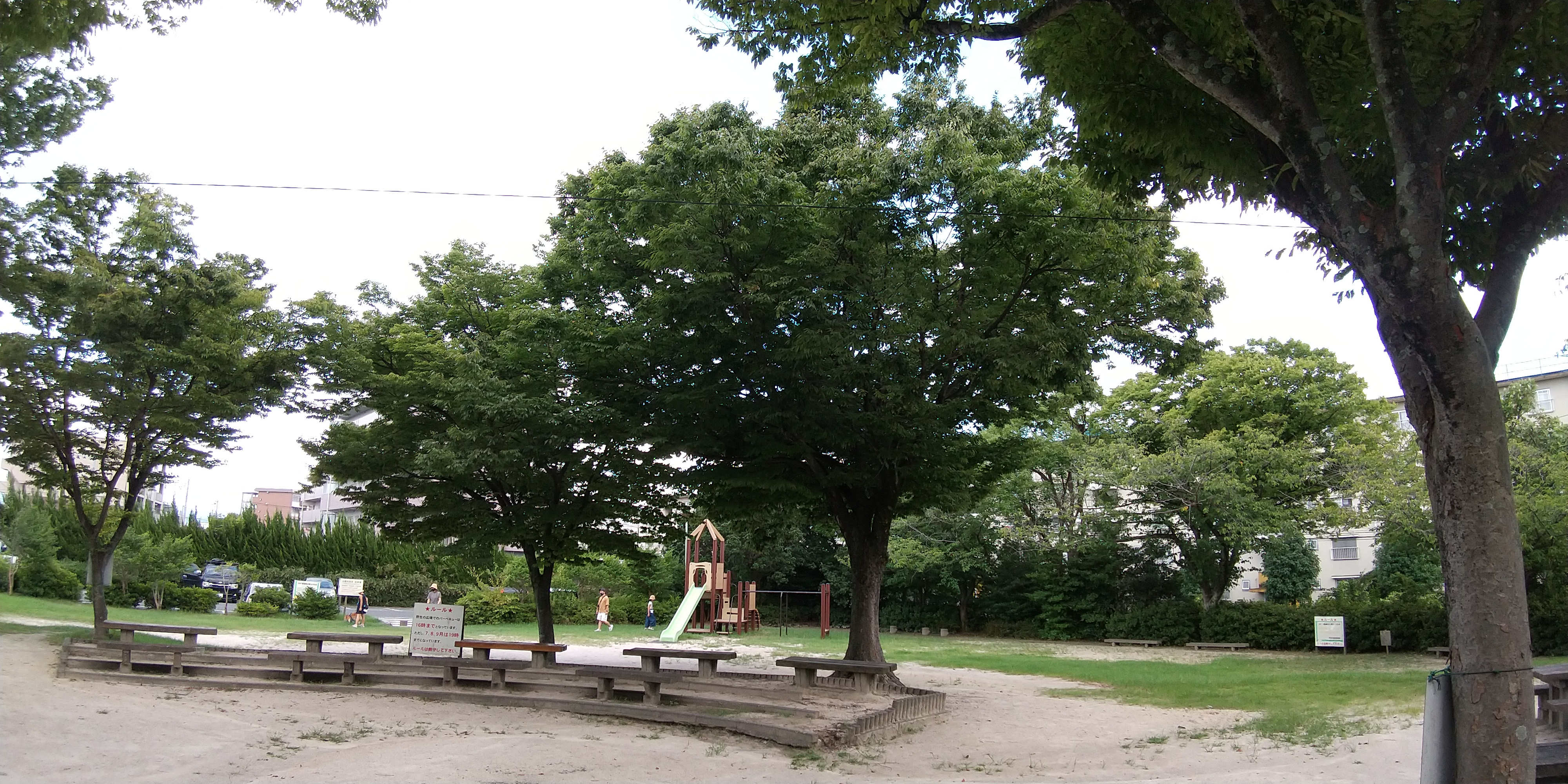
室見河畔公園「野生の広場」

### 教育施設
町域内の教育施設は次の通り。
- 福岡市立小田部小学校（小田部六丁目4番1号）
- 福岡市立原北中学校（小田部七丁目11番1号）
- 福岡市立西福岡中学校（小田部三丁目32番1号）

なお、通学区域は次の通り。
- 小田部一丁目、五丁目から七丁目まで：小田部小学校、原北中学校
- 小田部二丁目から四丁目まで：原西小学校（原五丁目16番10号）、西福岡中学校

### 医療・福祉施設
- 犬丸内科小児科医院
- なら林内科循環器科医院
- 原口病院循環器内科
- 宮脇クリニック
- 井原眼科クリニック

### その他
- 原西保育園
- ふくの湯早良店

## 名所・旧跡
- 有田遺跡群[10]
- 将軍神社(宇賀神社、小田部一丁目24-30[注釈 10])
- 宝満宮/神社 ( 早良区小田部3丁目11 )　桜の名所
- 小田部城跡 ( 現・早良区有田 )[11]
- 教善寺/浄土真宗本願寺派

主な名所・旧跡
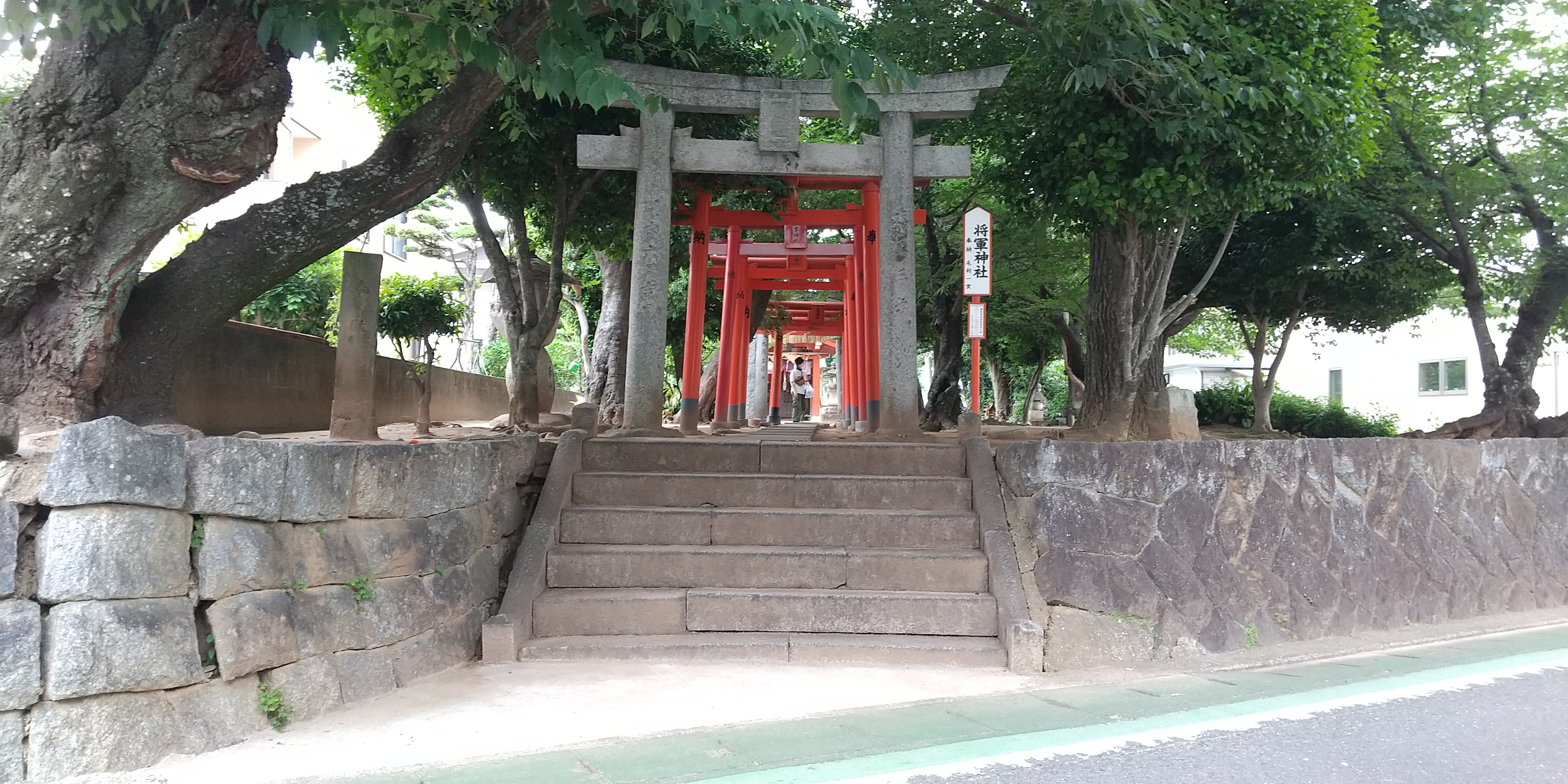
将軍神社

## 交通

### バス
バスについては、西日本鉄道株式会社が運営するバスが運行しており、次の停留所がある。
- 原北中学校前
- 小田部一丁目
- 小田部二丁目
- 小田部四丁目
- 小田部五丁目

主な行先番号は、204，205，206，503, 504。

### 道路
主な幹線道路等は次の通り。
- 国道202号（今宿新道）
- 小田部横断歩道橋[注釈 11]
- 室見有田線
- 原南庄線
- 原拾六町線
- 原小田部線
- 南庄小田部線

主な道路の写真
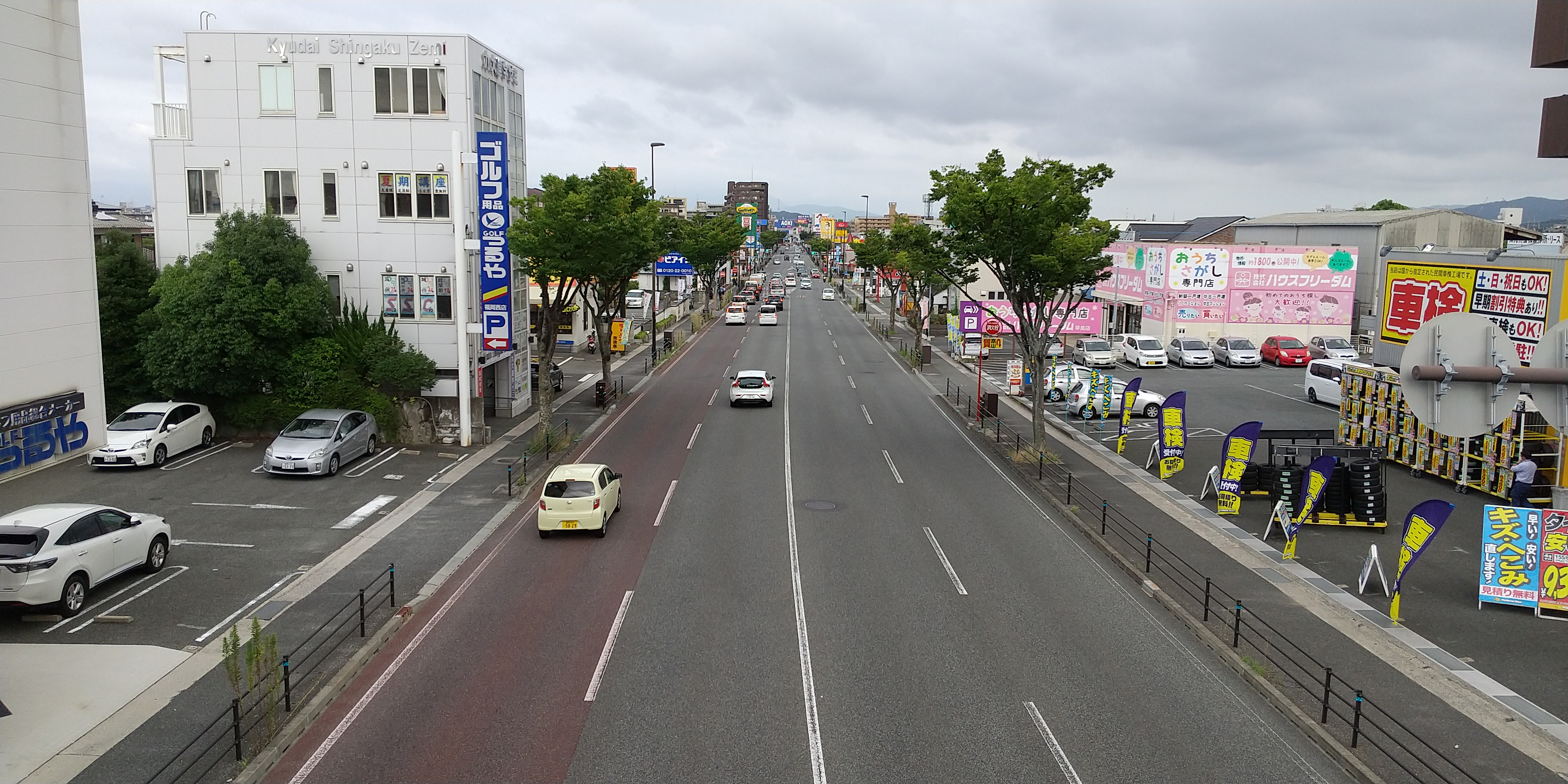
国道202号（小田部横断歩道橋の東側）
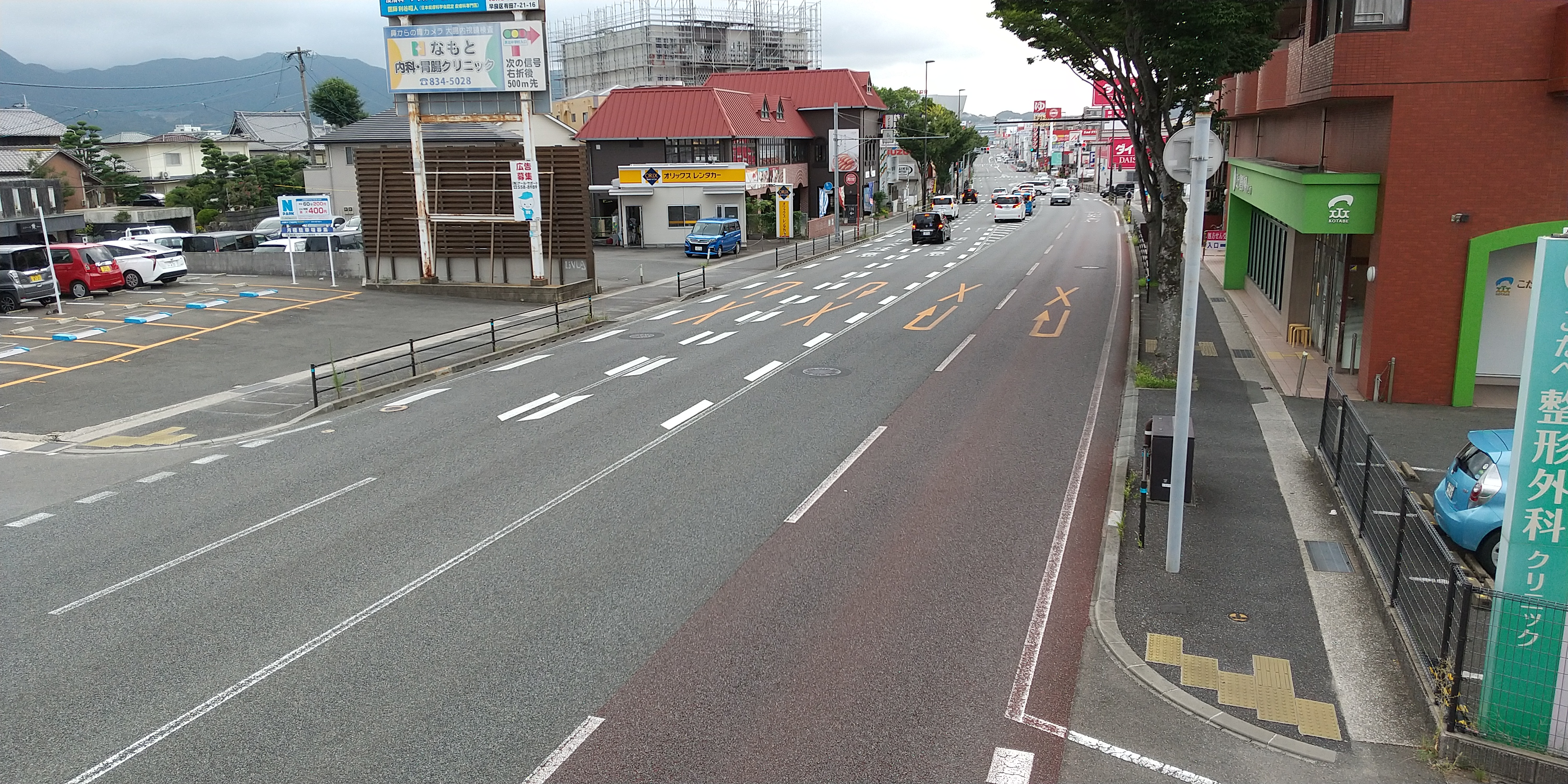
国道202号（小田部横断歩道橋の西側）
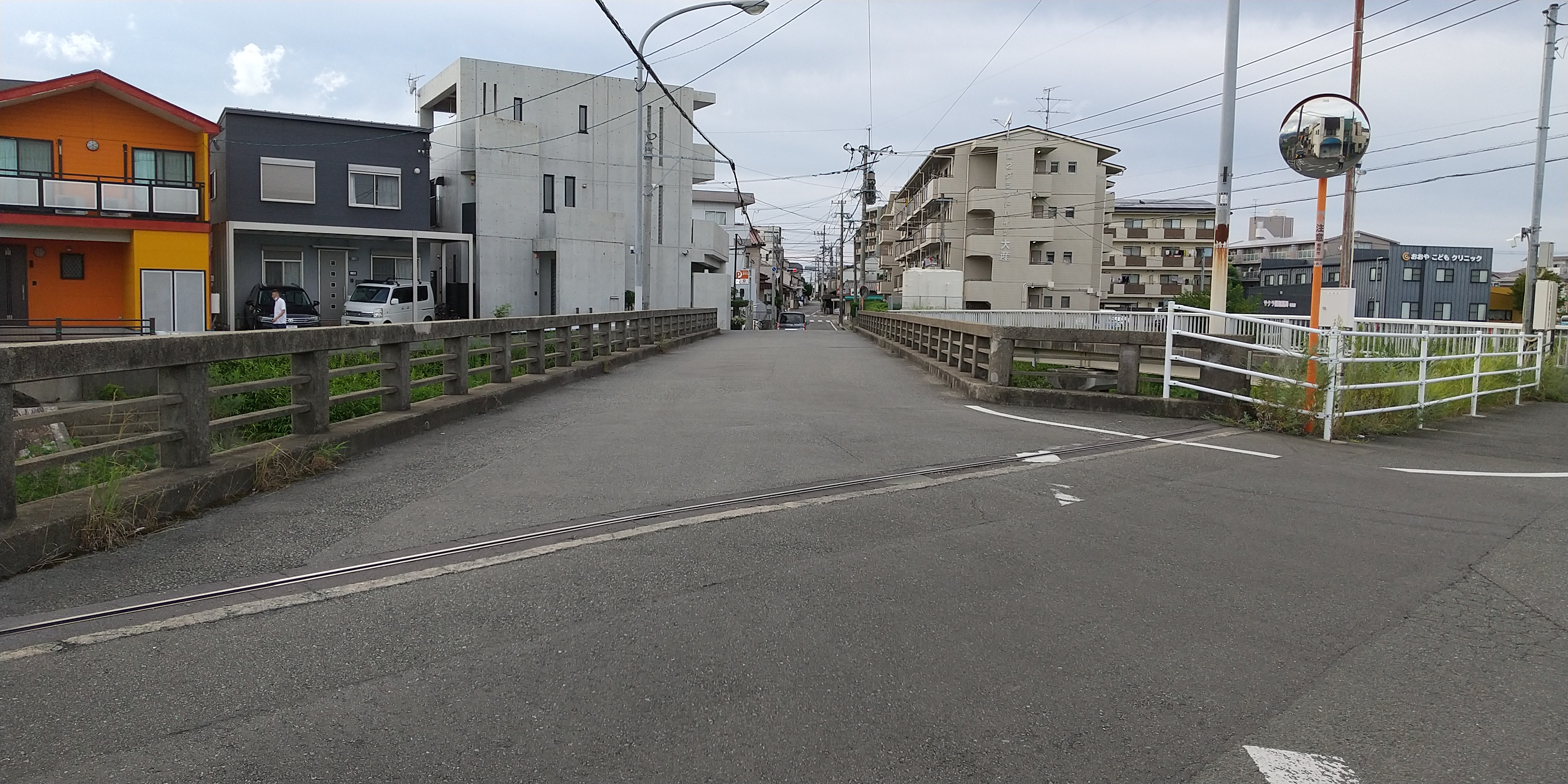
原南庄線（大原橋付近、左：小田部、右：南庄）
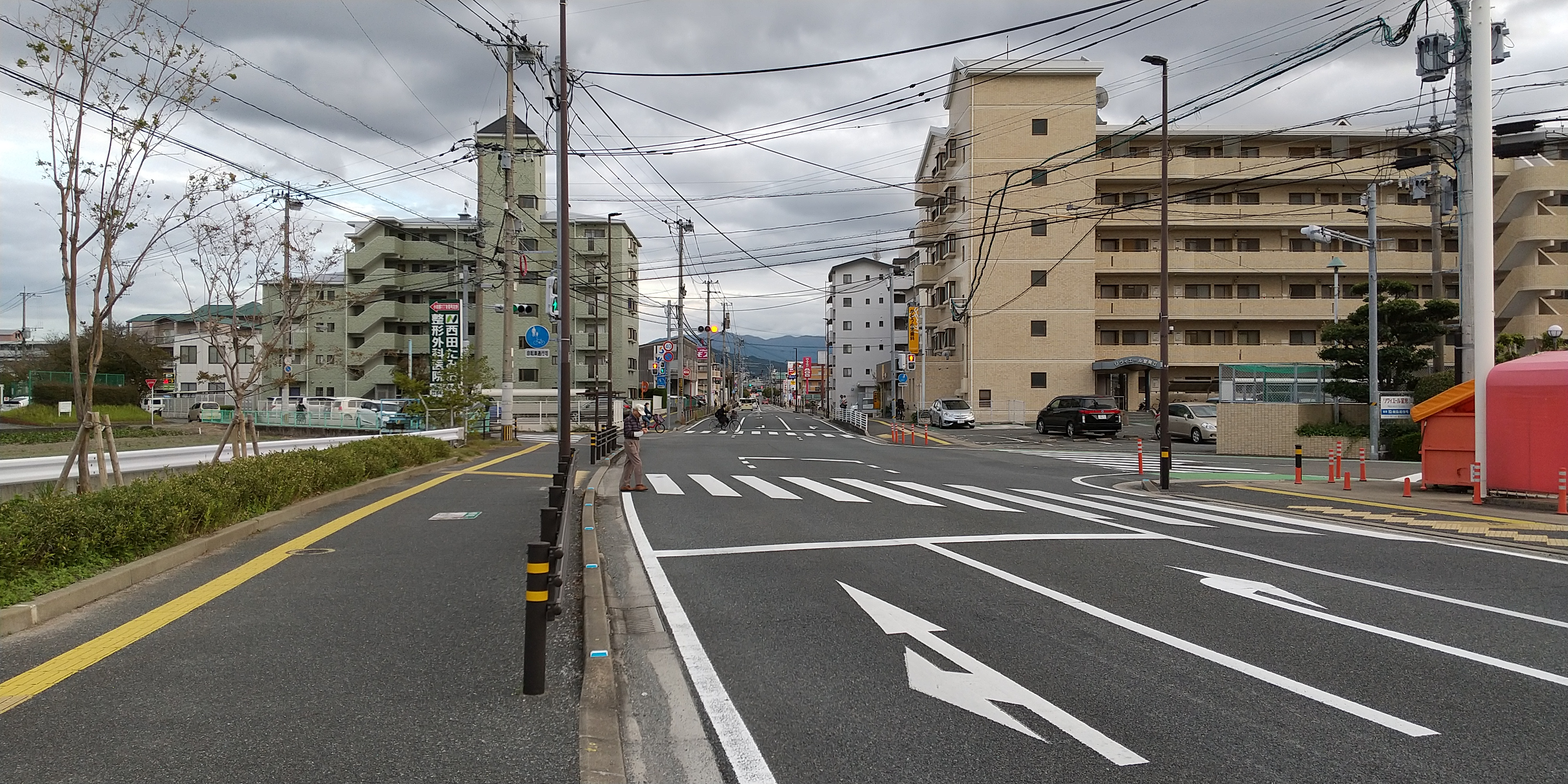
南庄小田部線、原南庄線との交差点の南側